# Вака, Барон
Барон Дивавеси Вака (англ. Baron Divavesi Waqa; род. 31 декабря 1959) — науруанский политик, государственный деятель и композитор, президент Науру с 11 июня 2013 по август 2019 года. С 2024 года генеральный секретарь Форума тихоокеанских островов.

## Биография
Барон Вака родился 31 декабря 1959 года в Боэ в Науру.
С детских лет увлекается музыкой и стал музыкантом. С мая 2003 года постоянно избирается в парламент Науру от Боэ. Он очень долгое время при разных президентах занимал пост министра общественных работ страны, а затем стал министром образования при последнем президенте.
На прошедших в Науру парламентских выборах 8 июня 2013 года был избран новый состав парламента, который начал работу через 3 дня.
С 11 июня 2013 года парламент Науру избрал Барона Ваку президентом страны. При голосовании он набрал в 2,5 раза больше  голосов, чем его соперник, экс-министр финансов Хон Роланд Кун. Впервые президент не будет возглавлять правительство, в стране разделили должности президента и премьер-министра, премьером стал бывший президент Науру Людвиг Скотти.
В январе 2014 года в парламенте была предпринята попытка импичмента президента. Однако она не удалась.
20 мая 2016 года Вака посетил Тайбэй (Китайская Республика), где была инаугурация нового президента страны. Науру — одна из немногих стран, которая продолжает поддерживать дипотношения с Тайванем.
На состоявшихся в июле 2016 года парламентских выборах в стране он был избран в состав нового парламента. На первом заседании парламента 13 июля состоялись выборы президента. В результате голосования убедительную победу (16 против 2) одержал действующий президент Вака. Парламент принял решение упразднить пост премьер-министра страны. Вака возглавил также и правительство, где занял пост министра иностранных дел.
В конце своего второго срока в начале августа 2019 года Вака заявил о признании Иерусалима единой столицей Израиля, этим самым он получил согласие от Израиля на экономическую помощь.
24 августа 2019 года на парламентских выборах в Науру действующий президент Вака не был избран в парламент страны. Стало ясно, что уход его с поста главы государства вопрос нескольких часов. Что и произошло 27 числа, его сменил Лайонел Энгимея.
Через три года принимал участие в выборах в парламент, но вновь ему не удалось пройти в парламент.